# Oligarquía de la Alameda

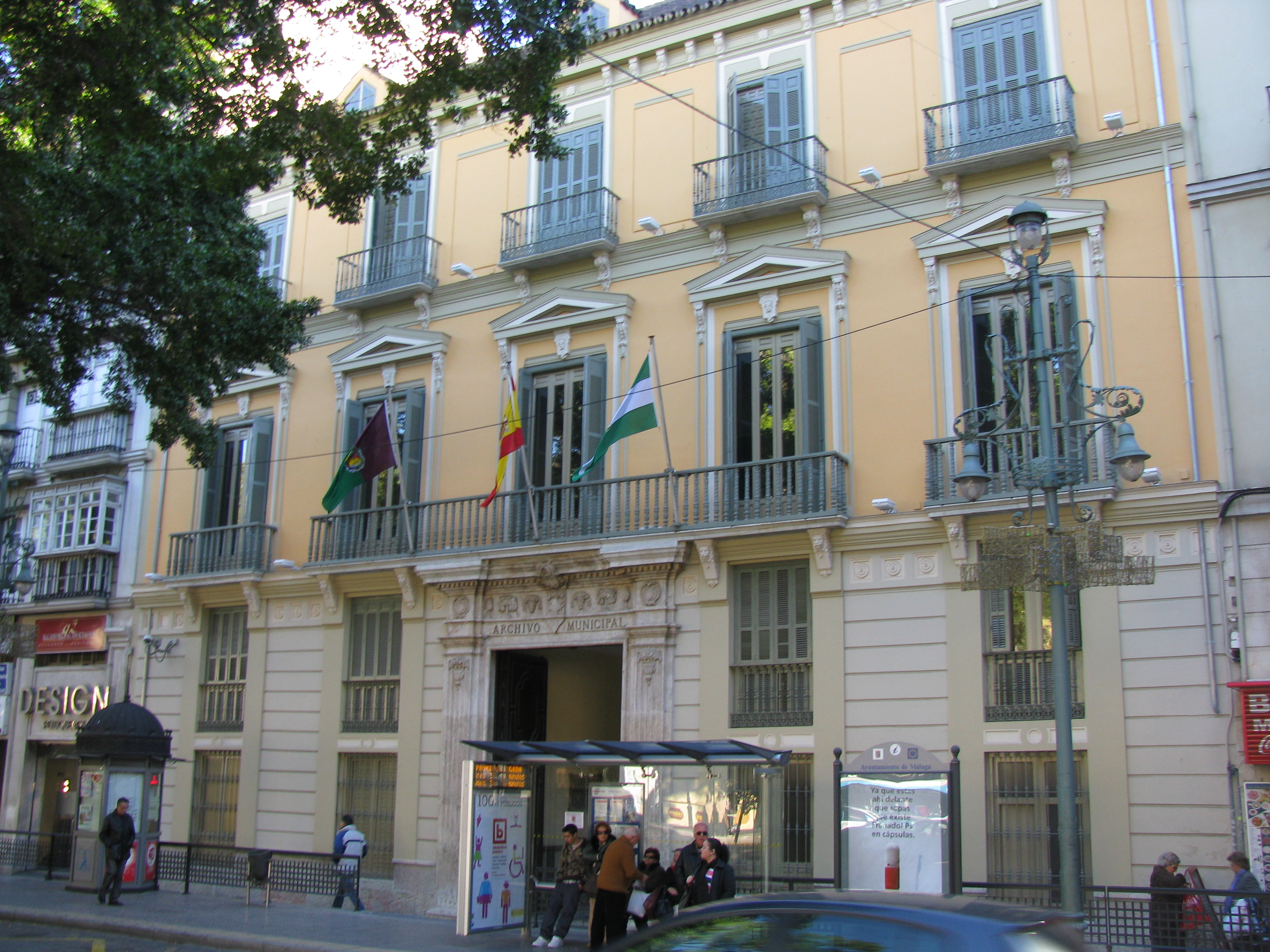
Antiguo palacete de la Alameda, actual sede del Archivo Municipal.

Se conoce como oligarquía de la Alameda al conjunto de las grandes familias de la alta burguesía del siglo XIX de la ciudad española de Málaga, en referencia al lugar donde tenían fijada su residencia. Prototipo de esta oligarquía fueron la familia Larios y la familia Heredia, las más poderosas de la provincia. 
La oligarquía de la Alameda constituía un reducido pero poderoso grupo de comerciantes, industriales y terratenientes que controlaba todos los sectores de la ciudad. Entre estos destacaban el activo núcleo de comerciantes, repleto de apellidos de origen extranjero: Caffarena, Reissig, Wunderlich, Mandly, Temboury, Bolín, Crooke, Gross, Pries, Huelin, Grund, Raggio, etc., algunos con influencia en la política nacional. Sobresalen las ya mencionadas familias Larios y Heredia, el político conservador Cánovas del Castillo, los Loring y el Marqués de Salamanca.
La oligarquía vivía en la Alameda y zonas cercanas al puerto, en mansiones situadas a lo largo de este paseo público, adornado con árboles, estatuas, fuentes y bancos, e iluminado desde mediados de siglo, y que era el escenario social y de ocio por excelencia junto con otros lugares para el paseo, como la Cortina del Muelle, la Plaza de la Constitución y la Plaza de la Merced.
Políticamente se integraban en los partidos de turno, Liberal y Conservador y en el Partido Romerista, hasta la muerte de su líder Francisco Romero Robledo en 1906. 
Málaga fue una de las ciudades litorales españolas que en la segunda mitad del siglo XVIII vio surgir una burguesía que preparó el despegue económico del siguiente siglo. La base del despegue económico radicaba en la exportación de los productos agrícolas de la provincia, fundamentalmente vinos y pasas, en la reactivación de sus tradicionales actividades mercantiles y en un despliegue industrial que la va a situar en la vanguardia de España en actividad económica, con empresas como La Constancia, Industria Malagueña S.A. o La Aurora, entre otros complejos industriales.
Gerald Brenan comenta que estas familias eran popularmente conocidas como "la gente de la manteca" debido a su afición por importar mantequilla salada de Hamburgo, un alimento lujoso que denotaba rango social en la época.